# Грейс Кессіді
Грейс Мей Кессіді (англ. Grace May Cassidy; нар. 24 березня 1993) — англійська актриса. Почала свою кар'єру як дитяча актриса в драматичному телесеріалі BBC One « Погоня» (2006—2007), дитячому телесеріалі CBBC Грейндж-Гілл (2007—2008) і мильній опері ITV «Еммердейл» (2009—2012).

## Юність і освіта
Кессіді народилася в Солфорді. Вона має молодшу сестру актрису Реффі Кессіді. У 2019 році Грейс отримала ступінь бакалавра мистецтв у галузі драматичного та театрального мистецтва в Голдсмітському університеті Лондона. Потім вона навчалася в Королівській академії драматичного мистецтва (RADA), яку закінчила в 2021 році зі ступенем магістра мистецтв у програмі Theatre Lab.

## Кар'єра
Найпомітнішою роллю Кессіді наразі є роль Рейчел Таверс у дитячій драмі BBC Grange Hill, але за останні кілька років вона зіграла кілька невеликих ролей у багатьох телевізійних серіалах, зокрема Вулиця, Погоня і Маріан, знову.
Кессіді зіграла роль Метті Бартон (Еш Палмішіано) в мильній опері «Еммердейлі». Її перша поява в телесеріалі відбулася 17 липня 2009 року 28 квітня 2012 року Кессіді завершила зніматися в «Еммердейлі».

## Фільмографія
| Рік       |   | Українська назва | Оригінальна назва | Роль                                        |
| --------- | - | ---------------- | ----------------- | ------------------------------------------- |
| 2005      | с | Маріан, знову    | Marian, Again     | Есме Беван (2 серії)                        |
| 2006—2007 | с | Погоня           | The Chase         | Гаррієт Джонсон / Дебора Джонсон (10 серій) |
| 2007—2008 | с | Грейндж-Гілл     | Grange Hill       | Рейчел Таверс (19 серій)                    |
| 2007      | с | Вулиця           | The Street        | Кармел Генлі (серія «Таксі»)                |
| 2009      | с | Жертва 1900-х    | Casualty 1909     | підліток (1 серія)                          |
| 2009—2012 | с | Еммердейл        | Emmerdale         | Ганна Бартон (216 серій)                    |
| 2012      | с |                  | Casualty          | Джоді Росс (серія «The Blame Game»)         |
| 2015      | с | Отець Браун      | Father Brown      | Симона Мюррей (серія «Знак зламаного меча») |